# NGC 6173
NGC 6173 (други обозначения – UGC 10421, MCG 7-34-83, ZWG 224.49, 3ZW 83, PGC 58348) е елиптична галактика (E) в съзвездието Херкулес.
Обектът присъства в оригиналната редакция на „Нов общ каталог“.